# Roodkeelnontimalia
De roodkeelnontimalia (Schoeniparus rufogularis synoniem: Alcippe rufogularis) is een zangvogel uit de familie Pellorneidae.

## Verspreiding en leefgebied
Deze soort telt 6 ondersoorten:
- S. r. rufogularis: de oostelijke Himalaya.
- S. r. collaris: noordoostelijk India, oostelijk Bangladesh en noordwestelijk Myanmar.
- S. r. major: noordoostelijk Myanmar, noordelijk en oostelijk Thailand en het noordelijke deel van Centraal-Laos.
- S. r. stevensi: zuidelijk China, noordoostelijk Laos en noordelijk Vietnam.
- S. r. kelleyi: centraal Vietnam.
- S. r. khmerensis: zuidoostelijk Thailand en zuidwestelijk Cambodja.